# Kalafina
Kalafina (カラフィナ) là một ban nhạc Nhật Bản do nhạc sĩ Kajiura Yuki tập hợp vào năm 2007 với mục đích ban đầu là trình bày các bài hát trong loạt phim Kara no Kyōkai. Ban nhạc ra mắt vào Tháng 1 năm 2008 với 2 thành viên ban đầu lấy từ dự án FictionJunction của Kajiura: Ōtaki Wakana và Kubota Keiko (điều này chỉ được chính thức công bố trong buổi hòa nhạc Dream Port 2008 của Kajiura cùng ban nhạc Sound Horizon diễn ra vào hôm 29 tháng 4 năm 2008). Tháng 5 năm 2008, hai ca sĩ mới Maya và Hikaru, được chính thức chọn lựa làm thành viên của Kalafina. 
Kalafina xuất hiện và biểu diễn lần đầu tiên tại Mỹ ở thành phố Boston vào ngày 23 tháng 5 năm 2009 với tư cách là khách mời của lễ hội thường niên Anime Boston.
Đầu năm 2018, nhà sản xuất Kajiura Yuki chấm dứt hợp đồng với công ty quản lý Space Craft Produce sau nhiều tranh cãi, dẫn đến nhiều đồn đại về tương lai của nhóm. Hai thành viên Keiko và Hikaru theo chân Kajiura rời khỏi Space Craft Produce lần lượt vào tháng 4 và tháng 11 cùng năm. Ngày 13 tháng 3 năm 2019, Kalafina chính thức tan rã.

## Thành viên
Ōtaki Wakana (大滝若奈 Đại Lung Nhược Thái) sinh 10 tháng 12, 1984 , cũng là một thành viên trong dự án FictionJunction dưới tên gọi FictionJunction WAKANA.
- Vị trí trong Kalafina: Bè cao (soprano).
- Nguyên quán: Fukuoka.

Giọng hát của Wakana là nền tảng xây dựng nên Kalafina. Nó được miêu tả là độc nhất vô nhị, "giọng hát của nữ thần". Theo Kajiura Yuki, giọng của Wakana "không phù hợp với những bài hát tươi sáng. Cô ấy là kiểu ca sĩ mà dù hát ca khúc nào cũng khiến nó trở nên u buồn và bi ai." 
Sau khi Kalafina tan rã, Wakana là người duy nhất còn ở lại công ty quản lý Space Craft Produce. Cô phát hành nhạc phẩm solo đầu tay vào tháng 2 năm 2019.
Masai Hikaru (政井光 Chính Tĩnh Quang) sinh 2 tháng 7, 1987 .
- Vị trí trong Kalafina: Bè trung (mezzo-soprano).
- Nguyên quán: Toyama.
- Sở thích: Ăn trứng và các món có trứng, chơi ghép hình, đọc sách, đi dạo, ngủ.
- Tính cách: Ngoài đời rất hiền và ít nói, ngược hoàn toàn với giọng hát mạnh mẽ trên sân khấu. Các thành viên khác miêu tả cô là một người rất vô tư hồn nhiên.
- Động vật yêu thích: Bươm bướm.
- Biết làm bánh.

Sau khi nhóm tan rã, Hikaru bắt đầu sự nghiệp solo với nghệ danh H-el-ical. Cô kí hợp đồng với NBCUniversal Entertainment Japan, một hãng đĩa chuyên sản xuất nhạc anime.
Kubota Keiko (窪田啓子 Oa Điền Khởi Tử), sinh 5 tháng 12, 1985 , là một thành viên trong dự án FictionJunction dưới tên gọi FictionJunction KEIKO. 
- Vị trí trong Kalafina: Bè trầm (contralto)
- Nguyên quán: Tokyo.
- Trước khi tham gia Kalafina, năm 2007 Keiko từng là thành viên của nhóm hát Itokubo cùng với Ayaka Itou.
- Xuất hiện khá thường xuyên trong vai trò người mẫu cho tạp chí thời trang nổi tiếng KERA của Nhật Bản.

Trong Kalafina, Keiko là thành viên duy nhất chưa từng qua một lớp đào tạo nhạc chính quy nào. Cho tới tận buổi biểu diễn live đầu tiên của FictionJunction, cô vẫn không biết đọc nốt nhạc. Giọng hát trầm của Keiko cũng là một trở ngại khi cô gia nhập Kalafina, bởi các ca khúc của Kajiura Yuki thường được viết ở nốt cao. Bù lại, khả năng hòa bè thiên phú của Keiko là thứ mà Kajiura Yuki đánh giá rất cao, bà từng nói "Kalafina không thể thiếu Keiko. Dù tôi có tìm khắp Nhật Bản cũng không thể thấy ai có khả năng hòa âm tuyệt vời như cô ấy. Nếu ai đó khen rằng Kalafina có hòa âm tốt, tất cả là nhờ công lao của Keiko. Ngày 1 tháng 4 năm 2018 Keiko chính thức rời Kalafina cũng như chấm dứt hợp đồng với công ty chủ quản Spacecraft. Thông tin này được chính thức công khai từ blog của Kalafina ngày 13 tháng 4 cùng năm. 
Đầu năm 2020, Keiko kí hợp đồng với hãng đĩa Avex Trax và trở thành nghệ sĩ solo.
Toyoshima Maya (豊島摩耶 Phong Đảo Ma Gia) sinh 1991.
- Vị trí trong Kalafina: Bè trung, bè cao.
- Nguyên quán: Hokkaido.
- Tính cách: Theo như Wakana, Maya rất thích cười. Trẻ tuổi nhưng rất đáng tin cậy.
- Maya chỉ xuất hiện duy nhất trong đĩa đơn sprinter/ARIA của Kalafina. Năm 2009, tại buổi trình diễn Musou no Rakuen, hãng Sony đưa ra thông báo Maya sẽ không còn là thành viên của Kalafina[2]. Có nhiều tin đồn cho rằng vì Maya vẫn còn là một học sinh trung học và buộc phải tập trung vào việc học tập nên không thể tiếp tục đi biểu diễn.

## Danh sách đĩa nhạc

### Album
| Năm  | Tựa đề           | Xếp hạng Oricon | Xếp hạng Oricon | Doanh số |
| Năm  | Tựa đề           | Vị trí          | Số tuần         | Doanh số |
| ---- | ---------------- | --------------- | --------------- | -------- |
| 2009 | Seventh Heaven   | 8               | 19              | 38,087   |
| 2010 | Red Moon         | 5               | 9               | 27,818   |
| 2011 | After Eden       | 3               | 11              | 34,034   |
| 2013 | Consolation      | 3               | 15              | 24,276   |
| 2015 | Far on the Water | 2               | 8               | 42,002   |

### Single
| Năm  | Tựa đề                         | Xếp hạng Oricon | Xếp hạng Oricon | Doanh số | Album                                          | Anime                                  |
| Năm  | Tựa đề                         | Vị trí          | Số tuần         | Doanh số | Album                                          | Anime                                  |
| ---- | ------------------------------ | --------------- | --------------- | -------- | ---------------------------------------------- | -------------------------------------- |
| 2008 | oblivious                      | 8               | 24              | 38,695   | Seventh Heaven                                 | Kara no Kyoukai                        |
| 2008 | sprinter/ARIA                  | 10              | 8               | 23,309   | Seventh Heaven                                 | Kara no Kyoukai                        |
| 2008 | fairytale                      | 9               | 6               | 20,252   | Seventh Heaven                                 | Kara no Kyoukai                        |
| 2009 | lacrimosa                      | 14              | 7               | 17,676   | Red Moon                                       | Kuroshitsuji                           |
| 2009 | storia                         | 15              | 4               | 7,093    | Red Moon                                       |                                        |
| 2009 | progressive                    | 14              | 3               | 6,076    | Red Moon                                       |                                        |
| 2010 | Hikari no Senritsu             | 7               | 11              | 20,281   | Red Moon                                       | So Ra No Wo To                         |
| 2010 | Kagayaku Sora no Shijima ni wa | 14              | 5               | 11,769   | After Eden                                     | Kuroshitsuji II                        |
| 2011 | Magia                          | 7               | 21              | 48,679   | After Eden                                     | Puella Magi Madoka Magica              |
| 2012 | to the beginning               | 11              | 17              | 52,413   | Consolation                                    | Fate/Zero                              |
| 2012 | moonfesta                      | 11              | 5               | 10,023   | Consolation                                    |                                        |
| 2012 | Hikari Furu                    | 4               | 4               | 52,333   | Consolation                                    | Puella Magi Madoka Magica the Movie    |
| 2013 | Alleluia                       | 10              | 7               | 18,980   |                                                | Kara no Kyoukai: Mirai Fukuin          |
| 2013 | Kimi no Gin no Niwa            | 4               | 16              | 56,921   | Puella Magi Madoka Magica the Movie: Rebellion |                                        |
| 2014 | heavenly blue                  | 15              | 12              | 18,704   | Far on the Water                               | Aldnoah.Zero                           |
| 2014 | believe                        | 10              | 10              | 27,722   | Far on the Water                               | Fate/stay night: Unlimited Blade Works |
| 2015 | ring your bell                 | 8               | 9               | 26,224   | Far on the Water                               | Fate/stay night: Unlimited Blade Works |
| 2015 | One Light                      | 10              |                 | 11,708   | Far on the Water                               | Arslan Senki                           |